# Кондратенко Анатолій Борисович
Анатолій Борисович Кондратенко (6 серпня 1928, місто Смоленськ, тепер Російська Федерація — 19 березня 2003, місто Калуш, тепер Івано-Франківської області) — український радянський діяч, директор Калуського виробничого об'єднання «Хлорвініл» Івано-Франківської області. Герой Соціалістичної Праці (6.04.1981). Депутат Верховної Ради УРСР 9—10-го скликань.

## Життєпис
Освіта вища — у 1951 р. закінчив Кишинівський державний університет.
У 1951—1961 роках — на робітничих та інженерно-технічних посадах Горлівського азотно-тукового заводу Сталінської області.
Член КПРС з 1956 року.
У 1961—1964 роках — заступник головного інженера Горлівського азотно-тукового заводу Донецької області.
У 1964—1976 роках — директор Калуського хіміко-металургійного комбінату Івано-Франківської області.
З 1976 по 1985 рік — генеральний директор Калуського виробничого об'єднання «Хлорвініл» імені 60-річчя Великої Жовтневої соціалістичної революції Івано-Франківської області.
З 1988 року — заступник генерального директора Івано-Франківського заводу тонкого органічного синтезу.
Потім — на пенсії у місті Калуші Івано-Франківської області.

## Нагороди
- Герой Соціалістичної Праці (6.04.1981)
- орден Леніна (6.04.1981)
- ордени
- медалі
- Почесна грамота Президії Верховної Ради Української РСР (15.02.1985)
- лауреат Державної премії Української РСР в галузі науки і техніки (1976)
- Заслужений працівник промисловості Української РСР